# Pedalboard

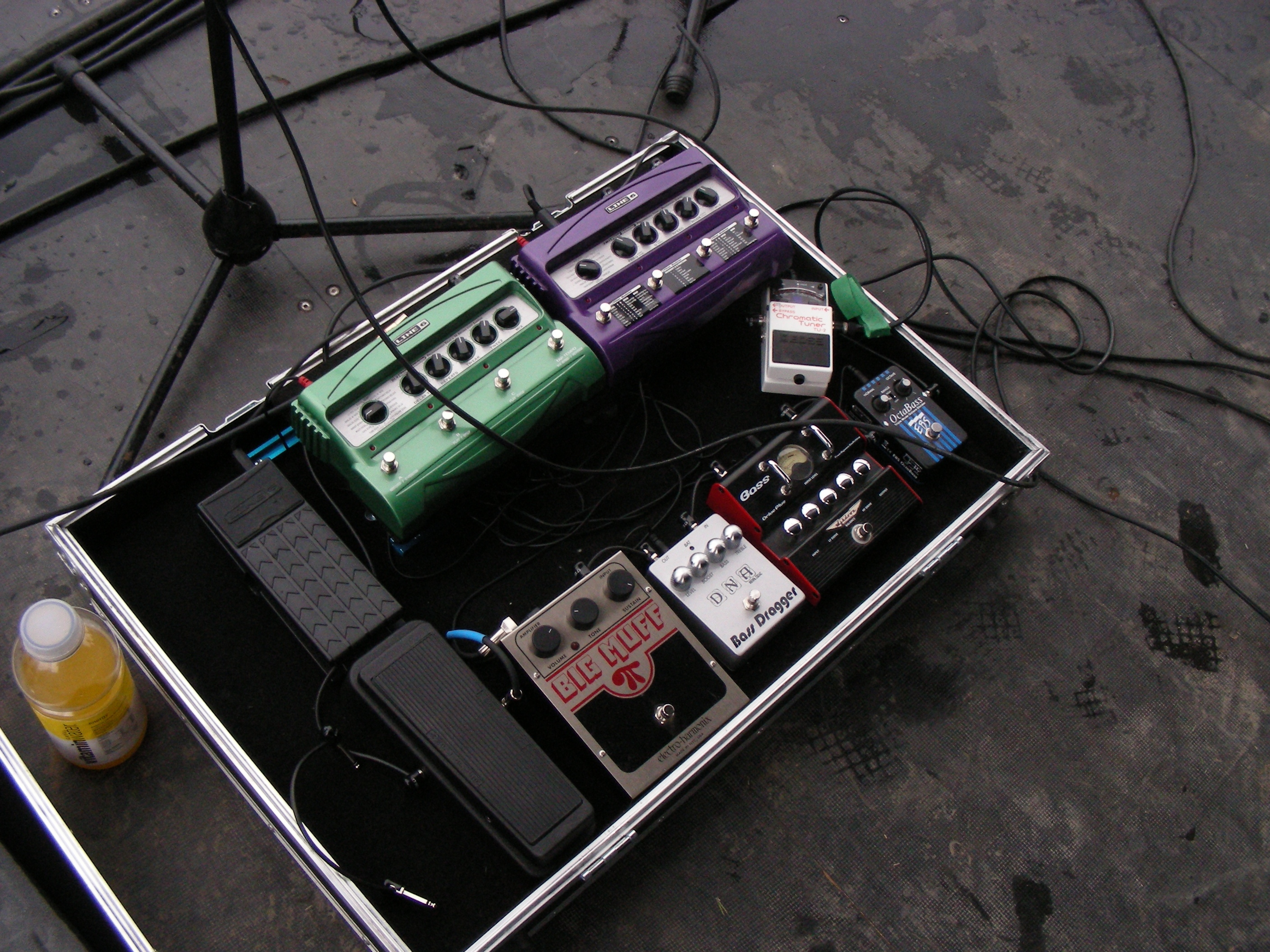
Bassisten-Pedalboard, gecased

Ein Pedalboard ist eine flache Platte, die als Träger oder Behälter für mehrere Boden - Effektpedale von Musikern dient. Diese werden oft mit Kabelbindern, Schaumstoff oder Klettverschluss auf der Platte befestigt und mit kurzen Instrumentenkabeln in Reihe verbunden. Die Ausführungen von Pedalboards sind ebenso mannigfaltig, wie es musikalische Spektren gibt.
Die Bestückung wird meist an die individuellen Anforderungen des Musikers angepasst. Am häufigsten sieht man Pedalboards bei Gitarristen, sehr verbreitet sind sie aber auch bei E-Bassisten, E-Violin- und Cellospielern. Eher selten finden sie bei Vokalisten und Keyboardern Verwendung; diese bevorzugen meist die Rackausführungen solcher Geräte.
Der Vorteil von Pedalboards liegt insbesondere in der Verkürzung der Rüstzeiten für den Bühnenaufbau und in der höhere Bedienungssicherheit auch auf ungleichmäßig ausgeleuchteten Bühnen durch die stets gleiche Anordnung der Bedienungselemente. Des Weiteren lassen sich auf einem Pedalboard unterschiedlichste Effekte verschiedener Hersteller individuell zusammenstellen und bieten dadurch meist eine breitere Palette an Einstellungsmöglichkeiten als ein einzelnes Multieffektgerät.
Professionell aufgebaute Pedalboards beinhalten meist auch ein Stimmgerät, ein Volume-Pedal und ein Netzteil, das die einzelnen Komponenten versorgt.

## Ausführungen

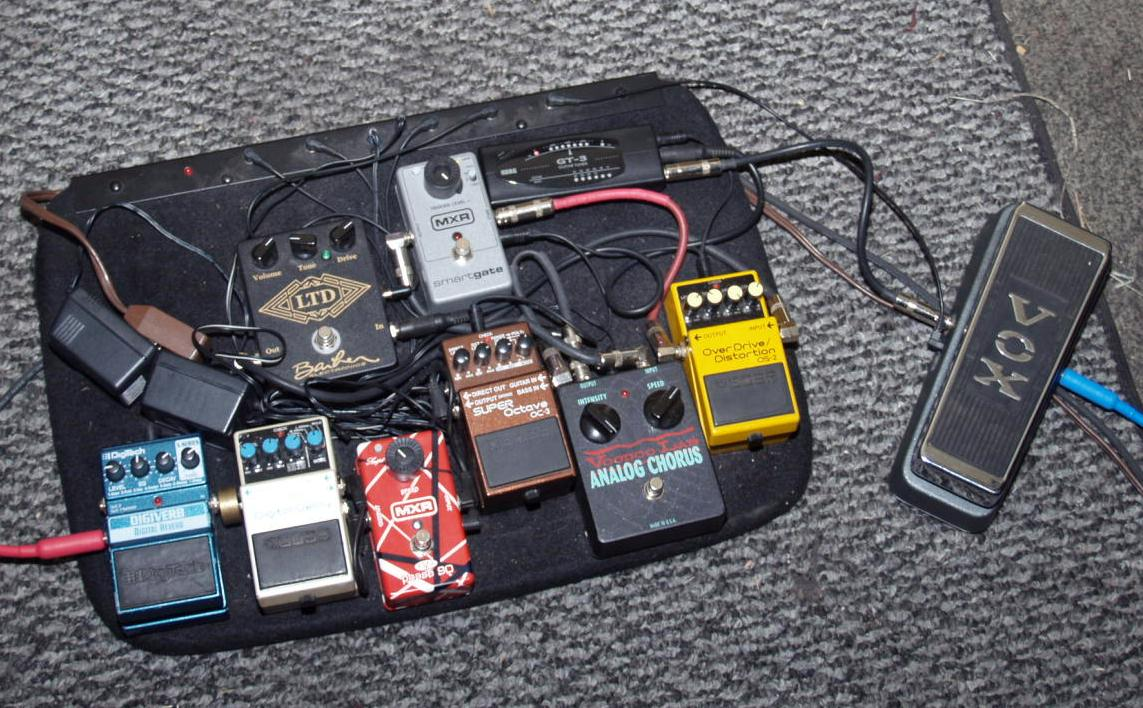
Pedalboard, KS-Träger mit Netzteil

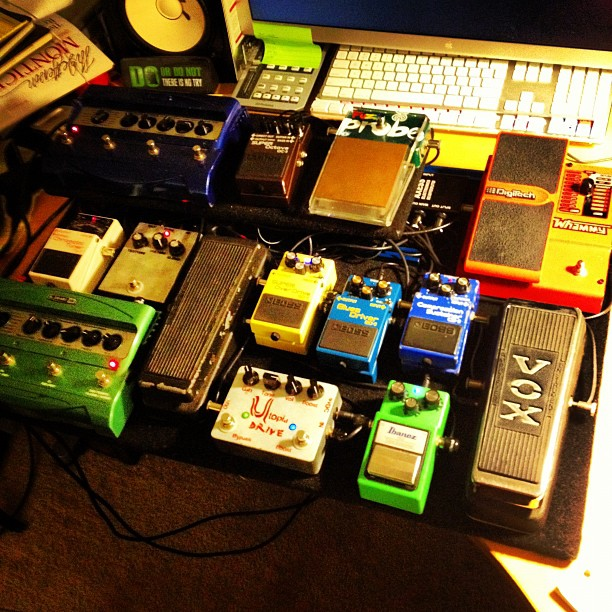
Ein vielseitiges DIY-Pedalboard

- Eigenbau:

Die am meisten verbreitete Ausführung von Pedalboard sind Eigenbau-Lösungen. Dabei sind die batteriebetriebenen Effektgeräte in der individuell gewünschten Anordnung auf ein Holzbrett oder eine Metallplatte geschraubt und verkabelt.
- Trägerrahmen:

Einen schnellen, ordentlichen und bühnentauglich betriebssicheren Aufbau eines Pedalboards ermöglichen vorgefertigte Trägerrahmen aus Metall oder Kunststoff. Es sind Trägerrahmen im Handel, die bereits Netzteile enthalten, um ein häufiges Wechseln der Batterien zu vermeiden.
- gecased:

Die Trägerplatte ist bei dieser Ausführung gleichzeitig der Boden eines Flightcase in Kofferform oder eines Hardcase. Den Nachteil des höheren Anschaffungspreises wiegt die längere Lebensdauer der Geräte durch den geschützten Transport oft auf.
- prewired:

Verschiedene häufig verwendete Effekte befinden sich vorverdrahtet in einem gemeinsamen Pedalboard.